# Heckler & Koch SL-7
Heckler & Koch SL-7 иногда Heckler & Koch SL7 — самозарядная спортивная винтовка под боеприпас 7,62×51 мм НАТО производства немецкой компании Heckler & Koch. Была создана в качестве вспомогательного оружия для тренировки полицейских и резервистов Бундесвера. Разработка была проведена на основе конструкции охотничьей винтовки модели 770.

## Конструкция
Принцип работы основан на автоматике с полусвободным затвором и схемой с роликовым запиранием канала ствола, позаимствованной от армейской штурмовой винтовки HK G3. Для облегчения экстракции стреляных гильз в патроннике оружия предусмотрены канавки Ревелли.
Ложа оружия изготавливается из дерева, разборка винтовки может быть осуществлена только с помощью фирменного 5-мм гаечного ключа, который входит в комплект поставки. Ствольная коробка оснащена посадочными местами для крепления штатных прицелов компании Heckler & Koch.

## Варианты
- HK SL6
- HK 770